# 니고리카와촌
니고리카와촌(濁川村)은 니가타현 기타칸바라군에 있던 촌이다. 1954년 11월 1일, 니가타시에 편입합병에 의해 소멸해, 현재의 니가타시 기타구의 일부에 해당한다.
아래의 설명은 합병 직전 당시의 구 니고리카와촌에 대한 설명이며, 현재는 명칭 등이 다를 수 있다. 또한, 여기에 기술되지 않은 내용에 대해서는 니가타시 등의 기사를 참조. 

## 역사
- 1889년 4월 1일 - 정촌제 시행과 함께 기타칸바라군 니고리카와촌이 성립하였다.
- 1954년 11월 1일 - 니가타시에 편입되었다.

## 교통

### 철도
- 일본국유철도 (현 동일본 여객철도)
  - 하쿠신선 : 니자키역(역은 설치되었지만 당시엔 미개통이였다.)

### 도로
- 1급 국도
  - 국도 제7호선

## 참고문헌
- 角川日本地名大辞典 編纂委員会『角川日本地名大辞典 15 新潟県』(株)角川書店、1989年10月8日。ISBN 4-04-001150-3。
- 『全國市町村便攬　六版』全國教育圖書、1949年9月5日。
- 『明治廿三年六月刊行　新潟県市町村名全書』桜井書店、1890年6月18日。
- 『新潟県年鑑（昭和八年度版）』新潟県年鑑社、1933年3月25日。
- 『新潟県年鑑（昭和九年度版）』新潟毎日新聞社、1933年12月31日。
- 『新潟県年鑑（昭和十年版）』新潟毎日新聞社、1934年12月7日。
- 『新潟県年鑑（昭和十一年版）』新潟毎日新聞社、1936年1月5日。
- 『新潟県年鑑（昭和十六年版）』新潟毎日新聞社、1940年12月1日。
- 『新潟県年鑑（昭和十七年版）』新潟日日新聞社、1941年11月20日。
- 『新潟県年鑑（昭和十八年版）』新潟日報社、1942年12月10日。
- 『新潟県年鑑（昭和十九年版）』新潟日報社、1943年12月20日。
- 『新潟県年鑑（昭和二十年版）』新潟日報社、1944年12月31日。